# Línea SE852 (EMT Madrid)
El Servicio Especial (S.E.) codificado como SE852 de la EMT de Madrid conectaba las estaciones de Colombia y Príncipe de Vergara en sustitución de la línea 9 de metro, que permaneció cortada por obras desde el 5 de agosto hasta el 6 de septiembre de 2023.

## Características
Esta línea prestó servicio desde el 5 de agosto hasta el 6 de septiembre de 2023 cubriendo parte del recorrido de la línea 9 de metro, cortada por obras. Era gratuita para los usuarios, pues se trataba de un servicio especial consensuado entre ambos operadores de transporte. Tenía una dotación de hasta 10 autobuses en horas punta, con frecuencias que oscilaban entre 5 y 12 minutos dependiendo del tramo horario. Empleaba autobuses estándar de 12 metros de largo.
Para minimizar el tiempo de espera en los primeros servicios, y a diferencia de otras líneas de autobús, cada mañana a las 6:05 salía un autobús en ambos sentidos desde la estación de Avenida de América.

### Frecuencias
| De lunes a viernes laborables           |               |
| De 6:00 a 22:00                         | cada 5-7 min  |
| De 22:00 a fin                          | cada 6-12 min |
| Sábados laborables, domingos y festivos |               |
| De 6:00 a 24:00                         | cada 6-9 min  |
| De 24:00 a fin                          | cada 8-11 min |

## Recorrido y paradas

### Sentido Príncipe de Vergara
| Estación sustituida | Código | Ubicación de parada         | Común con     | Conexiones con Metro |
| ------------------- | ------ | --------------------------- | ------------- | -------------------- |
| Colombia            | 440    | C/ Príncipe de Vergara, 269 | 7 16 29 51 N1 | Colombia             |
| Concha Espina       | 415    | C/ Príncipe de Vergara, 203 | 16 29 52      |                      |
| Cruz del Rayo       | 2242   | C/ Príncipe de Vergara, 137 | 29 52         |                      |
| Avenida de América  | 2236   | C/ Príncipe de Vergara, 101 | 29 52 N2      | Avenida de América   |
| Núñez de Balboa     | 2232   | C/ Príncipe de Vergara, 49  | 29 52 N2      | Núñez de Balboa      |
| Príncipe de Vergara | 4925   | C/ Príncipe de Vergara, 7   | 29 52         | Príncipe de Vergara  |
| Príncipe de Vergara | 5230   | Av. Menéndez Pelayo, 6      | 152           | Príncipe de Vergara  |

### Sentido Colombia
| Estación sustituida | Código | Ubicación de parada         | Común con   | Conexiones con Metro |
| ------------------- | ------ | --------------------------- | ----------- | -------------------- |
| Príncipe de Vergara | 2225   | C/ Príncipe de Vergara, 2   | 29 52       | Príncipe de Vergara  |
| Núñez de Balboa     | 4052   | C/ Príncipe de Vergara, 56  | 29 52 N2    | Núñez de Balboa      |
| Avenida de América  | 2235   | C/ Príncipe de Vergara, 102 | N2          | Avenida de América   |
| Cruz del Rayo       | 2241   | C/ Príncipe de Vergara, 140 | 29 52       |                      |
| Concha Espina       | 414    | C/ Príncipe de Vergara, 204 | 16 29 52 N1 |                      |
| Colombia            | 4852   | C/ Príncipe de Vergara, 266 |             | Colombia             |